# The Woman and the Law
The Woman and the Law è un film muto del 1918 scritto e diretto da R.A. Walsh (Raoul Walsh). Il soggetto si basa su un famoso caso di omicidio, il delitto di John Longer De Saulles ucciso il 3 agosto 1917 dalla ex moglie Blanca Errázuriz.

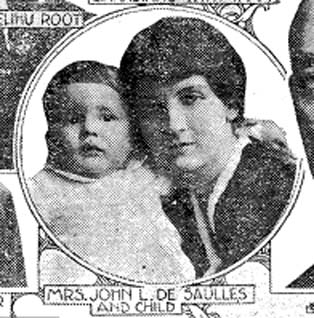
Il caso De Saulles: Blanca Errázuriz con il figlio (1917)

## Trama
Jack La Salle sposa una ricca ereditiera sudamericana, Blanquetta Del Castillo e la coppia si stabilisce a New York. Il loro è un matrimonio felice finché, dopo la nascita del loro bambino, Jack junior, La Salle non comincia a trascurare la moglie. Si fa vedere in giro con l'amante, Josie Sabel, portando nell'appartamento della donna anche il piccolo Jack. Indignata, Blanquetta chiede il divorzio. Il tribunale decide di affidare il bambino alternativamente a ognuno dei due genitori ma, quando La Salle deve riconsegnare il figlio alla ex moglie, rifiuta di farlo. Lei, disperata, uccide il marito infedele sparandogli. Al processo, Blanquette, convinta la giuria con la sua storia drammatica, viene assolta.

## Produzione
Il film fu prodotto dalla Fox Film Corporation.
Venne girato a Miami Beach, Florida.

## Distribuzione
Distribuito dalla Fox Film Corporation, il film - presentato da William Fox - uscì nelle sale cinematografiche USA il 17 marzo 1918 dopo una prima a New York il 3 marzo 1918.
Non si conoscono copie ancora esistenti della pellicola che viene considerata presumibilmente perduta.